# Claudio Baeza
Pour les articles homonymes, voir Baeza (homonymie).
Claudio Baeza, également surnommé Serrucho, né le 23 décembre 1993 à Los Ángeles, est un footballeur chilien qui évolue au poste de milieu de terrain en faveur du club de Vélez Sarsfield.

## Biographie

### En équipe nationale
Avec les moins de 20 ans, il participe au championnat de la CONMEBOL des moins de 20 ans en 2013. Lors de la compétition, il inscrit un but contre l'Équateur. Le Chili se classe quatrième du tournoi.
Cette performance lui permet de participer à la Coupe du monde des moins de 20 ans 2013 organisée en Turquie. Lors du mondial junior, il joue trois matchs. Le Chili atteint les quarts de finale de la compétition, en étant battu par le Ghana aux tirs au but.
L'année suivante, Claudio Baeza participe au Tournoi de Toulon, où le Chili se classe avant-dernier de la compétition (neuvième place sur dix).

## Statistiques

### En sélection nationale
| Saison                | Sélection             | Phases finales          | Phases finales | Phases finales | Phases finales | Éliminatoires CDM | Éliminatoires CDM | Éliminatoires CDM | Matchs amicaux | Matchs amicaux | Matchs amicaux | Total | Total | Total |
| Saison                | Sélection             | Compétition             | M              | B              | Pd             | M                 | B                 | Pd                | M              | B              | Pd             | M     | B     | Pd    |
| --------------------- | --------------------- | ----------------------- | -------------- | -------------- | -------------- | ----------------- | ----------------- | ----------------- | -------------- | -------------- | -------------- | ----- | ----- | ----- |
| 2015-2016             | Chili                 | Copa América Centenario | -              | -              | -              | -                 | -                 | -                 | 0              | 0              | 0              | 0     | 0     | 0     |
| 2019-2020             | Chili                 | -                       | -              | -              | -              | -                 | -                 | -                 | 4              | 0              | 0              | 4     | 0     | 0     |
| 2020-2021             | Chili                 | Copa América 2021       | 0              | 0              | 0              | 4                 | 0                 | 0                 | -              | -              | -              | 4     | 0     | 0     |
| 2021-2022             | Chili                 | -                       | -              | -              | -              | 7                 | 0                 | 0                 | 2              | 0              | 0              | 9     | 0     | 0     |
| 2024-2025             | Chili                 | -                       | -              | -              | -              | 1                 | 0                 | 0                 | -              | -              | -              | 1     | 0     | 0     |
| Total sur la carrière | Total sur la carrière | Total sur la carrière   | 0              | 0              | 0              | 12                | 0                 | 0                 | 6              | 0              | 0              | 18    | 0     | 0     |

## Palmarès
Colo Colo
- Championnat du Chili (2)
  - Vainqueur : 2014 (Clôture) et 2015 (ouverture)